# Das
Das é um município da Espanha na comarca da Baixa Cerdanha, província de Girona, comunidade autónoma da Catalunha. Tem 14,83 km² de área e em 2021 tinha 248 habitantes (densidade: 16,7 hab./km²).

## Demografia
| Variação demográfica do município entre 1991 e 2004 | Variação demográfica do município entre 1991 e 2004 | Variação demográfica do município entre 1991 e 2004 | Variação demográfica do município entre 1991 e 2004 |
| --------------------------------------------------- | --------------------------------------------------- | --------------------------------------------------- | --------------------------------------------------- |
| 1991                                                | 1996                                                | 2001                                                | 2004                                                |
| 142                                                 | 145                                                 | 151                                                 | 165                                                 |